# Contrarrelógio por Equipas ProTour
A Contrarrelógio por Equipas ProTeam ou simplesmente CRE ProTour (oficialmente UCI ProTour Eindhoven Team Time Trial) era uma competição de ciclismo de estrada criada para o UCI ProTour em 2005. A primeira edição desta carreira disputou-se em Eindhoven (Países Baixos), ainda que a prova poderia variar a cidade a cada ano, atendendo às diferentes candidaturas apresentadas. Ainda assim, as três únicas edições disputadas têm sido no mesmo lugar.
Entre 1988 e 1991 correu-se uma prova no mesmo lugar e de similar formato, o Grand Prix de la Libération. A CRE de Eindhoven considerou-se a sucessora dessa prova. Depois de só se disputar três edições em 2008 se anunciou que o evento não continuaria se celebrando, ao menos na cidade de Eindhoven. A UCI anunciou que substituiria este evento por outra localização, mas ainda não se pronunciou.
A carreira tinha um comprimento de aproximadamente 50 quilómetros e disputava-se por equipas de seis corredores. Tomavam parte da prova os vinte ou dezoito equipas ProTour e outros cinco convidados pela organização.
Ao ser uma contrarrelógio por equipas e ao ter um perfil completamente plano, é a prova mais rápida de todo o ciclismo profissional, com médias superiores aos 50 km/h.
Em certa medida foi suplantada pela contrarrelógio por equipas do Campeonato do Mundo, que se disputa desde 2012 e onde as equipas UCI ProTeam estão obrigados a participar e obtêm pontos para UCI WorldTour.

## Palmarés
| Ano  | Ganhador     | Segundo                | Terceiro     |
| ---- | ------------ | ---------------------- | ------------ |
| 2005 | Gerolsteiner | Phonak Hearing Systems | CSC          |
| 2006 | CSC          | Discovery Channel      | Gerolsteiner |
| 2007 | CSC          | Tinkoff Credit Systems | Milram       |

## Palmarés por países
| País      | Vitórias |
| --------- | -------- |
| Dinamarca | 2        |
| Alemanha  | 1        |